# Gamba Cole
Gamba Cole (* 18. November 1992 in Bristol) ist ein britischer Schauspieler.

## Leben und Karriere
Cole wurde in Bristol geboren. Später zog er nach London. Dort absolvierte er ein BTEC-Diplom in Darstellender Kunst am Richmond upon Thames College. Vor seiner Schauspielkarriere war er als Sicherheitsbeamter tätig. Sein Debüt gab er 2013 in dem Film Gone Too Far!. Seitdem hat Cole in verschiedenen Film- und Fernsehproduktionen mitgewirkt, darunter Death in Paradise, A Discovery of Witches und Guerrilla. 2021 trat er in dem Film The Protégé – Made for Revenge auf.  Seit 2021 spielt er in der Serie The Outlaws die Hauptrolle.

## Filmografie

### Filme
- 2013: Gone Too Far!
- 2016: Damilola, Our Loved Boy
- 2019: Soon Gone: A Windrush Chronicle
- 2021: The Protégé – Made for Revenge (The Protégé)

### Serien
- 2017: Guerrilla
- 2019: Hanna
- 2021: A Discovery of Witches
- seit 2021: The Outlaws
- 2023: Death in Paradise
- 2023: Three Little Birds